# 片山幹雄
片山 幹雄 （かたやま みきお、1957年（昭和32年）12月12日 - ）は、日本の男性技術者・実業家で吉本興業所属の文化人。ローランド株式会社社外取締役。東京大学生産技術研究所 研究顧問。株式会社Kconsept代表取締役社長。 株式会社よしもと統合ファンド顧問。元 日本電産株式会社代表取締役副会長執行役員CTO。元 シャープ取締役社長・会長。

## 来歴
1957年（昭和32年）12月12日、岡山県倉敷市で誕生。岡山県立倉敷青陵高等学校卒業後東京大学工学部に進学。
1981年（昭和56年）、シャープ株式会社に入社。父がシャープ第2代社長の佐伯旭と親交があったことが、入社のきっかけとなった。入社時の面接では、工学部出身ながら経営を担当したいとの希望を述べた。技術畑を歩み、1998年（平成10年）10月、液晶事業部長に就任（40歳）。液晶事業の立て直しに成功する。
2003年（平成15年）に取締役、2005年（平成17年）に常務取締役、2006年（平成18年）には代表取締役専務取締役に就任。
2007年（平成19年）4月1日に、代表取締役社長に就任（49歳）。液晶拡大路線により、大型液晶パネルを生産する堺工場を建設。この巨大投資が裏目に出て2009年（平成21年）には上場後初の最終赤字に転落するなど巨額の赤字を計上。シャープはこの拡大路線の失敗により、2012年3月期に3760億、2013年3月期に5453億の赤字を計上する。
2012年（平成24年）4月1日に、代表取締役社長を退任し、代表権のない会長職に就任（54歳）。後任社長は奥田隆司。 
2014年（平成26年）9月1日に、日本電産株式会社の永守重信社長に口説かれ、顧問として就任。10月1日に副会長執行役員（最高技術責任者）として就任。シャープは8月末をもって退社。
2015年（平成27年）6月10日、日本電産株式会社代表取締役副会長執行役員に就任。
2020年（令和2年）4月1日、日本電産株式会社代表取締役副社長執行役員に就任。
2020年（令和2年）6月17日、日本電産株式会社副社長執行役員（代表取締役だけでなく取締役の職を解かれる）。
2021年（令和3年）10月1日に、日本電産株式会社の特別顧問に就任。
2022年（令和4年）3月、日本電産株式会社退社。
2022年（令和4年）4月、東京大学生産技術研究所 研究顧問に就任。また、株式会社Kconseptを設立、代表取締役社長に就任。
2022年（令和4年）9月、株式会社よしもと統合ファンド顧問に就任。あわせて、吉本興業に文化人タレントとして所属。
2023年（令和5年）3月、ローランド株式会社社外取締役に就任。

## 人物
趣味はゴルフ。座右の銘は「誠意と創意」で、モットーは「技術に限界はなし」。
家族は、妻と2女。